# Georg Pflugk
Georg Pflugk starší (* 7. ledna 1569, Auerbach/Vogtland – 25. února 1621, Drážďany) byl saský kurfiřtský komorní, horní rada a báňský hejtman saského Krušnohoří ze šlechtického rodu Pflugků (saská linie Pluhů). 

## Život
Byl majitelem hradu Posterstein a založil obec Morgenröthe ve Fojtsku.
Komorním a horním radou byl jmenován v roce 1617. Krátce předtím, kolem roku 1615, koupil cínový důl nacházející se na Velké Pyře, zvaný „die Morgenröthe“. Když Georg Pflugk hodlal tento důl na vlastní náklady značně rozšířit a mimo jiné postavit nový cechovní dům a puchýrnu s mlýnem, obdržel 8. dubna 1618 od saského kurfiřta Jana Jiřího I. příslušné privilegium a vymezený revír, což položilo základ obce Morgenröthe.
V roce 1600 se v Torgau oženil s Agnes Reussovou (1565–1652).